# Саудовско-туркменские отношения
Дипломатические отношения между Туркменистаном и Королевством Саудовской Аравии установлены 22 февраля 1992 года.

## Посольство Туркменистана в Саудовской Аравии
Посольство Туркменистана в Саудовской Аравии (г. Эр-Рияд) открылось в мае 2008 года. Посольство расположено по адресу: Riyadh, Al-Worood District, Ahmad Al-Behaigi Street 4.
С октября 2015 года посольство возглавляет Чрезвычайный и полномочный посол Туркменистана в Саудовской Аравии Оразмухаммед Чарыев.

### Послы
1. Абалаков, Мухаммед Ходжамухаммедович (2008—2012)
2. Шагулыев, Назаргулы Шагулыевич (2012—2015)
3. Чарыев, Оразмухаммед (2015 — н. в.)

## Посольство Саудовской Аравии в Туркменистане
Посольство Саудовской Аравии в Туркменистане открылось в 1997 году. Посольство расположено по адресу: г Ашхабад, ул. Юнуса Эмре, д. 1, «Бизнес-центр».
С декабря 2014 года посольство возглавляет Чрезвычайный и полномочный посол Саудовской Аравии в Туркменистане Халед бин Файсал Аль-Сахли.

### Послы
1. Абдулазиз Ибрахим Аль-Гадир (2001—2009)
2. Турки бин Халед бин Файсал Аль-Хашр (2010—2014)
3. Халед бин Файсал Аль-Сахли (2014 — н. в.)

## Эпизоды
Первый государственный визит Гурбангулы Бердымухаммедова после избрания президентом Туркменистана состоялся 13-16 апреля 2007 года в Саудовскую Аравию. Президент посетил Эр-Рияд, а также совершил паломническую поездку в Мекку и Медину.